# Beate Klarsfeld
Beate Auguste Klarsfeld, född Künzel 13 februari 1939 i Berlin, är en tysk-fransk journalist. Hon blev känd för sitt engagemang i spaningen och jakten på nazistiska krigsförbrytare. Tillsammans med sin franske man Serge Klarsfeld har hon med detaljerad dokumentation uppmärksammat många förbisedda levande nazistiska gärningsmän: Kurt Lischka, Alois Brunner, Klaus Barbie, Ernst Ehlers, Kurt Asche med flera. 
I mars 2012 nominerades Klarsfeld av Vänstern som motkandidat till CDU/CSU:s, SPD:s, FDP:s och De grönas kandidat Joachim Gauck i förbundsförsamlingens val av förbundspresident 2012. Hon förlorade valet och erhöll 126 röster mot 991 för Gauck i den första och enda valomgången.

## Aktioner mot förbundskansler Kiesinger
För att uppmärksamma den västtyske förbundskanslern Kurt Georg Kiesingers nazistiska bakgrund initierade Beate Klarsfeld en kampanj med offentliga aktioner. 
I slutet av februari 1933 blev Kiesinger medlem i NSDAP och arbetade från 1940 på utrikesministeriet som ställföreträdande ledare för radiopolitikavdelningen, som ansvarade för inflytandet på utländsk radio. Kiesinger ansvarade här för förbindelserna med propagandaministeriet. Klarsfeld anklagade Kiesinger för att ha varit ledamot i förvaltningsrådet för Interradio AG, som köpte upp utländska radiosändare för propagandaändamål. Dessutom ska han ha varit han en av de huvudansvariga för den tyska utlandsradions innehåll, som omfattade antisemitisk propaganda och krigspropaganda, och nära samarbetat med SS-funktionärerna Gerhard Rühle och Franz Six, som var direkt ansvariga för massmorden i Östeuropa. Kiesinger fortsatte med antisemitisk propaganda efter att han fått kännedom om morden på judarna. Anklagelserna stöds delvis av dokument vilka offentliggjorts av Albert Norden, som var medlem i SED:s politbyrå. Under en rättegång i mitten av 1968 vittnade Kiesinger om att han inte hört talas om judemorden före 1942 och började tro på utländska rapporter först mot slutet av 1944.
Den 2 april 1968 skrek Klarsfeld ”Nazi, avgå!” till Kiesinger från åhörarläktaren i förbundsdagen i Bonn och utvisades därifrån. 
Enligt en arkiverad samtalsanteckning reste hon i slutet av april 1968 till Östberlin, för att träffa Nationella frontens högsta ledning och diskutera förberedelserna och få deras uttryckliga stöd för några aktioner mot Kiesinger.
Under CDU:s partistämma i Berlin den 7 november 1968 steg Klarsfeld upp i talarstolen, gav Kiesinger en örfil och ropade: ”Nazi, Nazi, Nazi!” Hon ville på det sättet uppmärksamma att en nazist ledde landets regering. Beate Klarsfeld dömdes till ett års fängelse, men behövde på grund av sitt dubbla (tysk-franska) medborgarskap inte avtjäna straffet. Efter överklagan sänktes straffet.
Beate Klarsfeld fortsatte med sina aktioner och reste den 11 november 1968 tillsammans med sin svärmor till Bryssel, där Kiesinger skulle tala på kvällen den 13 november för Grandes Conférences Catholiques. Klarsfelds fick på morgonen denna dag en anmodan av belgisk polis att lämna landet, vilket de dock efterkom först på eftermiddagen, efter det att Beate Klarsfeld hållit ett föredrag för studenter och delat ut flygblad. I deras frånvaro stördes Kiesingers tal på kvällen av omkring 100 studenter.
I slutet av 1968 kallade hon Kiesinger på nytt för ”Schreibtischtäter” (skrivbordsförövare). Kiesinger avstod emellertid från ytterligare beivran. 1969 ställde hon upp i valkretsen Waldshut i förbundsdagsvalet som direktkandidat för partiet Aktion Demokratischer Fortschritt mot CDU:s direktkandidat, som var förbundskansler Kiesinger.

## Utmärkelser
- 1974 erhöll Beate Klarsfeld i Israel Ghettokämparnas tapperhetsmedalj.
- 1984 hedrade den franske presidenten François Mitterrand henne med Hederslegionens riddarkors.
- 2007 utnämnde president Nicolas Sarkozy henne till officer av Hederslegionen.
- 2009 fick hon motta Georg-Elser-priset[23]
- 2011 erhöll hon av Sarkozy Franska republikens förtjänstordens kommendörskors.

## Skrifter (urval)
- Deutsche Mädchen au pair in Paris, Voggenreiter, Bad Godesberg 1965.
- Die Wahrheit über Kiesinger, artikel i tidskriften elan, juli/augusti 1968.
- Die Geschichte des PG 2 633 930 Kiesinger: Dokumentation mit einem Vorwort von Heinrich Böll. Melzer, Darmstadt 1969.
- Wherever they may be! Vanguard Press, New York 1972, ISBN 0-8149-0748-2
  - fransk originalutgåva: Partout où ils seront, 1972.
- tills.m. Serge Klarsfeld: Die Kinder von Izieu. Eine jüdische Tragödie. Red. Hentrich, Berlin 1991 (Reihe deutsche Vergangenheit, nr 51) ISBN 3-89468-001-6 (även på franska och engelska).
- tills.m. Serge Klarsfeld: Endstation Auschwitz : die Deportation deutscher und österreichischer jüdischer Kinder aus Frankreich ; ein Erinnerungsbuch. Böhlau, Köln 2008, ISBN 978-3-412-20156-2.

## Filmer
- Verfolgt und gejagt (Nazi Hunter: The Beate Klarsfeld Story) – tv-film, USA, Frankrike, 1986, ca 100 min., regi: Michael Lindsay-Hogg, produktion: Films Ariane, SFP, TF 1, Brent Walker TV, Silver Chalice, Orion-TV, med Farrah Fawcett som Beate Klarsfeld och Tom Conti som Serge Klarsfeld.
- Die Hetzjagd (La Traque) – spelfilm, Frankrike, Tyskland, 2008, 108 min., regi: Laurent Jaoui, produktion: WDR, ARTE, AT-Production, Elzévir Films, RTL-TVI, TERZ Film, ARTE:s beskrivning, med Hanns Zischler som Klaus Barbie, Franka Potente som Beate Klarsfeld, Yvan Attal som Serge Klarsfeld; Peter Finkelgruen i en intervju om filmen